# ジューダス・プリースト
ジューダス・プリースト（Judas Priest）は、イングランド出身のヘヴィメタル・バンド。
世界的に最も知名度が高いヘヴィメタル・グループの一つであり、21世紀も第一線で活動している。ボーカルを務めるロブ・ハルフォードは「メタル・ゴッド」という愛称でも知られている。

## 来歴

### 結成からレコードデビューまで（1969年 - 1974年）

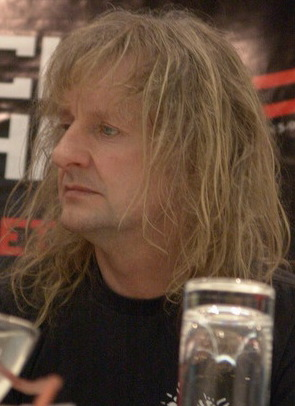
K・K・ダウニング 2005年

1969年、アル・アトキンス(Vo)、ジョン・ペリー(G)、ブルーノ・ステープンヒル(B)、ジョン・パートリッジ(Ds)らによりバーミンガムで結成。バンド名はボブ・ディランの楽曲「The Ballad of Frankie Lee and Judas Priest」に由来する。結成後、ペリーが自殺し(享年18、交通事故死とも言われている)、バンドはオーディションを開催。オーディションの結果、アース(ブラック・サバスの前身バンド)で活動していた17歳のアーニー・チャタウェイが加入。このオーディションにはK・K・ダウニングも参加していたが落選した。バンドは2曲のデモテープをレコーディングし、年末にイミディエイトというレーベルとレコーディング契約を結ぶ。

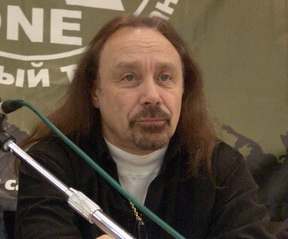
イアン・ヒル 2005年

1970年、パートリッジが脱退し、オーディションの結果フレッド・ウーリーが加入(パートリッジは後にアーニーや、ブルーノと「バリオン (Bullion)」というバンドを結成)。このラインナップでのアルバムのレコーディングが決まっていたが、レコーディング前にレーベルは倒産し、1970年にバンドは解散する。
同年、イアン・ヒル(B)がダウニング(G)、ジョン・エリス(Ds)とフレイト (FREIGHT)というバンドをバーミンガムで結成。アトキンスはジューダス・プリーストが解散した後にフレイトに加入。皮肉なことにアトキンスは、前述のオーディションでダウニングを落とした張本人だった。アトキンスの提案で、活動停止状態にあった「ジューダス・プリースト」の名前を引き継ぐ形で再結成する。
1971年、エリスが脱退。後任にアラン・ムーア(Ds)が加入するが、年末に脱退。
1972年、ムーアの後任にジャマイカ出身のクリス・キャンベル(Ds)が加入。イギリス中を回り本格的なライブ活動を開始する。
1973年、バンドの厳しい財政状況に耐えかねたアトキンスが脱退。追うようにしてキャンベルも脱退。
同年5月、ヒルのガールフレンド（結婚したが、後に離婚）のスー・ハルフォードの兄、ロブ・ハルフォード(Vo)が加入。ハルフォードの紹介で、バンド仲間であったジョン・ヒンチ(Ds)が加入。

### HRからHMへ（1974年 - 1980年）
1974年、イギリスのマイナーレーベル「ガル・レコード」と契約。しかし契約内容はバンド側に不利な内容であり、バンドが受け取るギャラは一ヶ月にわずか50ポンドであったため、メンバーはアルバイトをしたり、生活保護を受けるなど、経済的に困窮していた。
4月、レーベル側の提案でもう一人メンバーを加えることを決定。キーボーディストやホーン奏者を迎えるアイディアもあったが、結局もう一人ギタリストを加えることに決定。元「FLYING HAT BAND」のグレン・ティプトン(G)が加入。ダウニングと共にツインリードギターとなった。
9月、ファースト・アルバム『ロッカ・ローラ』でデビュー。プロデューサーは、ブラック・サバスやバッジーとの仕事で知られるロジャー・ベイン。アルバム発表後、レコード会社の支援なしでツアーを開始。地道な活動が功を奏してツアーは長期的なものとなった。
1975年 8月、「ナショナル・ジャズ・アンド・ブルース・フェスティバル」に出演。スタジオアルバムには未発表の曲「Mother Sun」を演奏した。フェスティバル後、ヒンチが脱退。後任にムーアが復帰。
1976年3月、2ndアルバム『運命の翼』を発表。このアルバムではグレンが本格的に曲作りに参加した上、レコーディング・エンジニアの一人に後の『ペインキラー』（1990年）のプロデューサー、クリス・タンガリーディスが参加している。
アルバム発表後ツアーを開始。ツアー自体はとても好評であったが、「ガル・レコード」との契約によって相変わらずバンドの財政は苦しく、メンバーは機材車で寝泊りする状況だった。そしてついに金に困ったムーアが脱退。
同年12月、新たにメジャーレーベル「CBSレコード」と契約。メンバーはドラマー不在のまま曲作りを始める。空き家となっていた修道院を借りてリハーサルを行った。
1977年1月にレコーディングを開始。「CBSレコード」側から「ヒット作のカヴァー」を収録するよう要請され、アメリカのフォーク・ミュージシャン、ジョーン・バエズの「Diamonds and Rust」をカヴァー。4月、メジャー・デビュー作となる3rdアルバム『背信の門』を発表。ディープ・パープル（当時は解散している）のロジャー・グローヴァーがプロデュース、サイモン・フィリップス(Ds)が録音に参加。
当初はツアーにフィリップスを参加させる予定であったが、彼は他のプロジェクトで忙しく断念。バンドはオーディションを行い、元アニマルズ(ANIMALS)のレス・ビンクスが加入する。5月にイギリスツアー、6月には初めてアメリカツアーに他のバンドの前座として臨んだ。オークランド・コロシアムでのフェスティバル「DAY ON THE GREEN」では、大トリのレッド・ツェッペリンの前座を務めた。
1978年2月、4thアルバム『ステンド・クラス』を発表。プロデューサーにデニス・マッケイを起用したが、シングル向けにスプーキー・トゥースのカヴァー「ベター・バイ・ユー、ベター・ザン・ミー」を追加録音。同曲のみジェイムス・ガスリーがプロデュースしており、ジェイムスの仕事ぶりを気に入ったバンドは次作でも彼を起用している。またこのアルバムからバンドのロゴが現在に近いものに変更されている。
アルバム発表後イギリスツアーを開始。2月にロンドンのハマースミス・アポロで公演。3月にはガル・レコードが初期の2枚（ロッカ・ローラと運命の翼）から選曲したベストアルバムを発表した。
7月、初来日。東京、名古屋、大阪で公演。日程は25日：東京・中野サンプラザ、29日:東京・芝郵便貯金ホール、31日：東京・新宿厚生年金会館（昼夜2回公演・オープニングアクトはHard Lord）、8月3日：名古屋・名古屋市公会堂（オープニングアクトは野獣）、5日：大阪・フェスティバルホール。来日ツアーの後、イギリスに戻り新作の製作を開始。
10月、5thアルバム『殺人機械』発表。アメリカでは1979年2月に発表され、タイトルも『Hell Bent for Leather』と変更された。アメリカ盤にはフリートウッド・マックのカヴァー「グリーン・マナリシ」が追加収録されている。アルバム発表後イギリスツアー開始。このツアーからバンドのステージ衣装としてレザー＆スタッドを着用するようになり、ハルフォードはハーレーダビッドソンを乗り回すパフォーマンスを始める。重厚で引き締まったサウンドによる音楽性と、ツアーにおけるステージ演出に至るまで今日のヘヴィ・メタルのスタイルがある程度確立されたといえる。
1979年、シングルカットされた「テイク・オン・ザ・ワールド」が全英で最高14位を記録。さらに2弾目のシングル「イヴニング・スター」は全英53位と大健闘。瞬く間に注目のバンドとなり、BBCの人気音楽番組『トップ・オブ・ザ・ポップス』に2回出演した。
2月、2度目の来日。日本側の提案でライブ・アルバムの録音が決定。10月にライブ・アルバム『イン・ジ・イースト』として発表され、後に海外でも9月に「UNLEASHED IN EAST」として発表された。日程は9・10日：東京・新宿厚生年金会館（10日は昼夜2回公演）、13・14日：大阪・フェスティバルホール、15日：東京・中野サンプラザホール。ただし、ハルフォードは滞在先のホテルの空調が原因で喉を痛め、ボーカル・パートは後に録り直している。
来日ツアーが終了後、5月までアメリカツアー、その後イギリスツアーを行った。
9月、ビンクスが脱退。後任に元トラピーズのデイヴ・ホーランド(Ds)が加入。KISSの前座としてアメリカツアーを行い、11月にはAC/DCの前座としてヨーロッパツアーを行った。
12月、ビートルズのリンゴ・スター所有のスタジオにて新作アルバムのレコーディングを開始している。

### 全盛期/アメリカ進出成功（1980年 - 1990年）
1980年、年が明けてすぐに、ニューアルバムのマスター・テープが何者かに盗難される事件が発生する。このマスター・テープはパリで録音され、ニューヨークでミックス・ダウンする矢先の出来事であり、CBSレコード側は犯人の要求を飲んで5万ポンド（10万米ドル）を支払い、テープを取り戻した。しかし、2ヶ所の破損が発覚し、その部分を再レコーディングした。なお、この事件の犯人と動機は不明であるが、マネージメントの内部事情から発生したものではないか、と言われている。何故なら、この事件と前後して同じマネージメントのツーリストのテープが再び盗難にあう事件が起きており、偶然にしてはあまりにもタイミングが良すぎるためである。
3月から全英ツアーがスタート。前座はこの頃デビューして間もないアイアン・メイデンだった。
4月、6thアルバム『ブリティッシュ・スティール』発表。前年からのヘヴィ・メタルムーブメント（NWOBHM）に乗る形で全英チャート3位。バンドの愛称である「メタルゴッド」はこのアルバムに収録されている曲に由来する。「リヴィング・アフター・ミッドナイト」、「ブレイキング・ザ・ロウ」がシングルカットされ、12位まで上昇した。6月からの全米ツアーが開始されると、全米チャートでも34位まで上昇し、バンドは初のゴールドディスクを獲得した。
8月、イギリスのドニントン・パークで行われた第1回モンスターズ・オブ・ロックに出演。ヘッドライナーはリッチー・ブラックモア率いるレインボー。出演中は激しい雨の中で行われたが6万人の大観衆を前に演奏した。ちなみに、この年の1月1日に2015年現在のギタリスト、リッチー・フォークナーがロンドンで誕生。

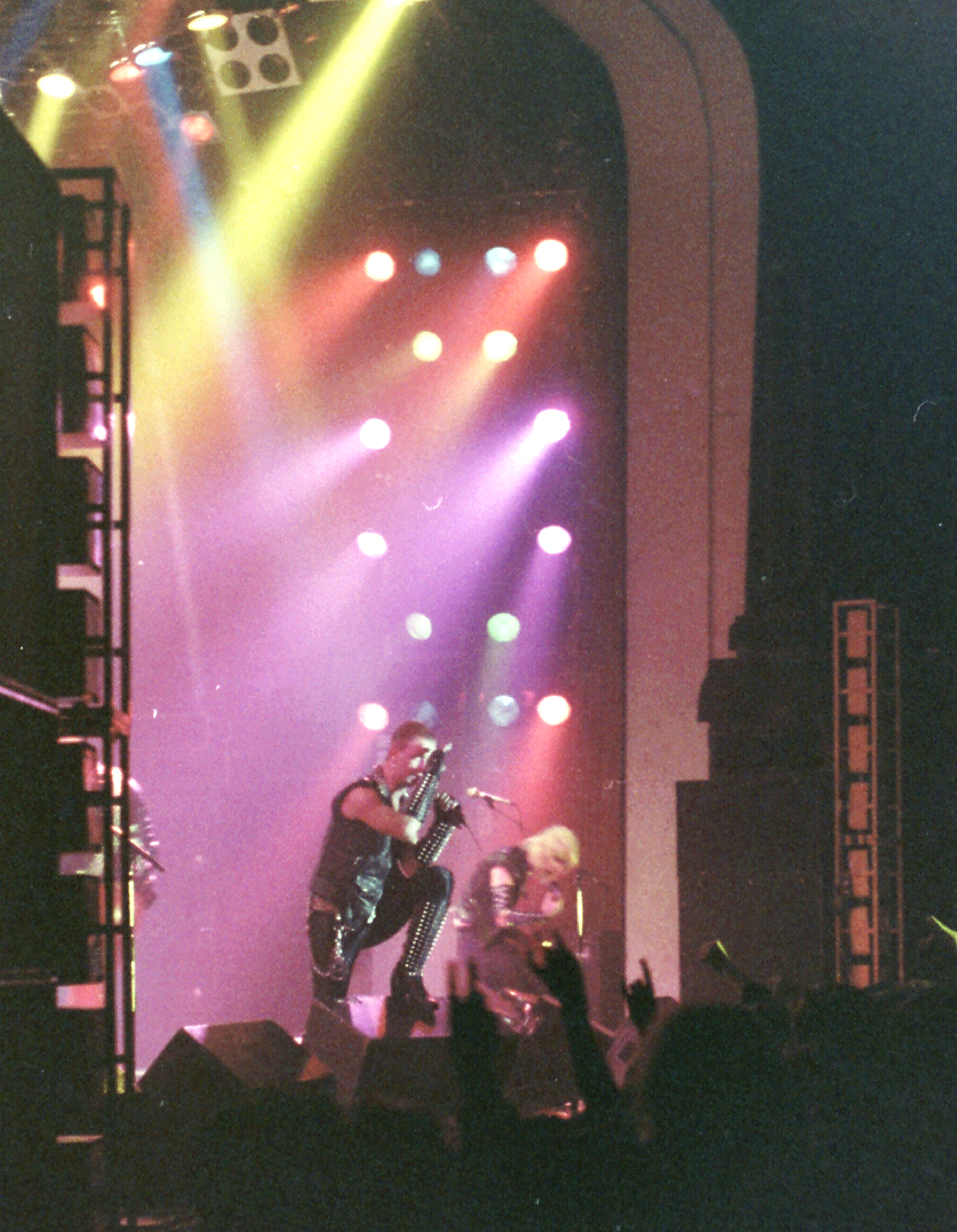
ウェールズ・カーディフ公演 (1981年)

1981年、サクソンを前座に迎えて欧米ツアーを行った後、7thアルバム『黄金のスペクトル』発表。スペイン沿岸に近いイビザ島でレコーディングされた。この作品はアメリカ向けに、シンプルでキャッチーなメロディ重視の楽曲が多く、アメリカ、ヨーロッパ(イギリス含む)ともに今一つのセールスに終わった。また、本作からPVが3曲制作されたが(後述)、いずれも低予算かつ珍妙な演出がなされている「怪作」で、プロモーション効果は薄かった。夏にはアイアン・メイデンを前座につけてアメリカツアーを行う。この頃からステージ・セットが豪華なものになっており、フロントの4人はワイヤレス・システムを導入したことで、ギターやマイクのコードを気にすることなく、ステージ上を自由に動き回れるようになった。11月からはイギリスツアー、サポートはアクセプト。年の暮れにガル・レコードは新たなベストアルバム『HERO,HERO』を発表している。
1982年7月、8thアルバム『復讐の叫び』を発表。前作に引き続きイビザ島でレコーディングされたが、ミキシングに手間取り、レコーディングから7ヶ月要した。ビデオ・クリップの効果もあって、全米で最高17位まで上昇。ゴールド・ディスクを獲得。8月に全米ツアーを開始すると、ステージセットは更に大きなものとなったため、ツアー各地で話題となりツアーは当初の12月から翌年3月まで延長された。その全米ツアー中に、ザ・フーを手掛けたビル・カービシュリーのマネージメントへ移籍し、アルバムは全米チャートに21週間ランクイン。バンドは初のダブル・プラチナディスクを獲得。バンド最大のヒット作となった。
1983年5月、ロサンゼルス郊外サンバーナディーノで行われた「USフェスティバル」に出演。バンドは2日目に登場し、ヴァン・ヘイレンやオジー・オズボーン、スコーピオンズ、モトリー・クルー、クワイエット・ライオットらと共に出演。この日だけで35万人以上を動員。
6月、再びイビザ島にて新作をレコーディング。ミキシング中にタイトルが決定。
12月、2年ぶりの英国ツアーを開始。ドイツのドルトムントでのテレビ番組「ROCK POP」出演。ヘッドライナーはアイアン・メイデン。

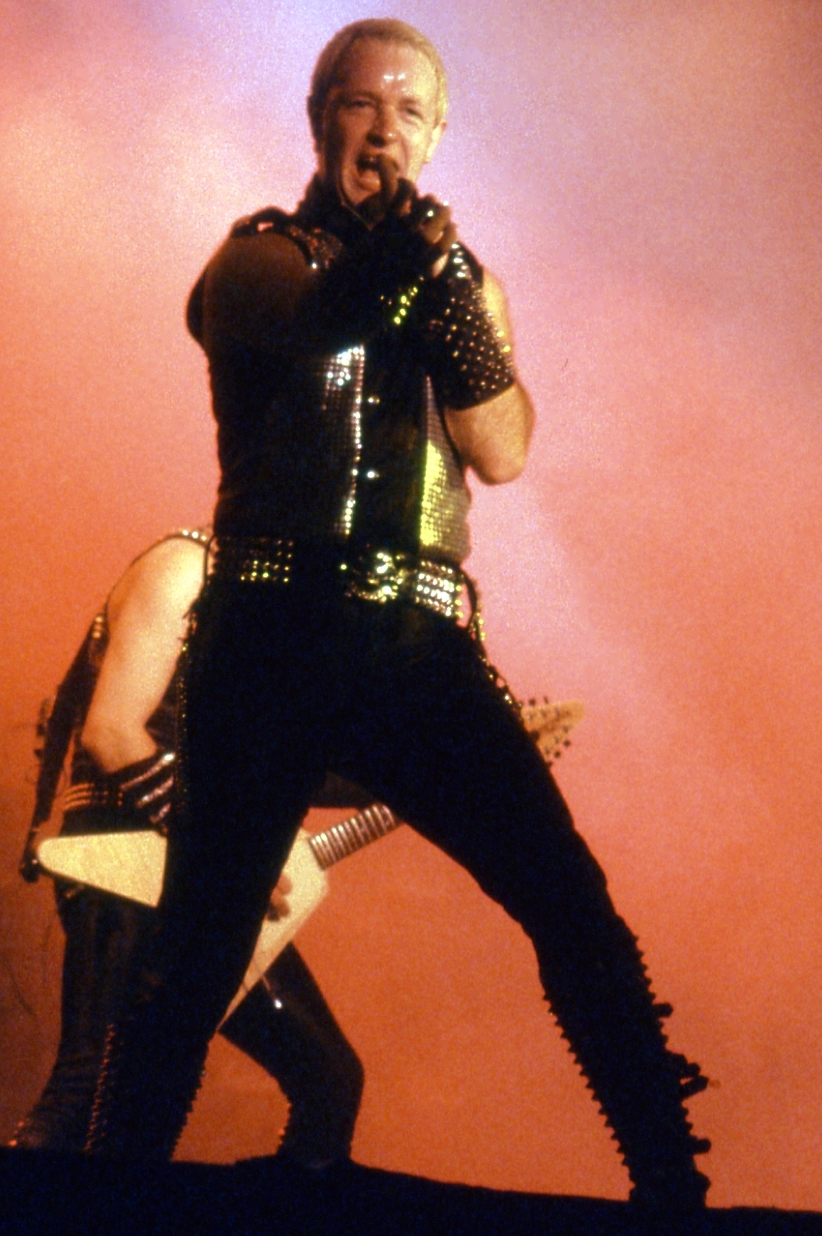
『背徳の掟』ツアー (1984年)

1984年、9thアルバム『背徳の掟』発表。発表後欧州ツアーを開始。ステージセットにはジャケットに描かれたモンスター「メタリアン」が組み込まれるようになった。全米最高18位まで上昇。最終的にプラチナ・ディスクを獲得した。
3月、5ヶ月間に渡る全米ツアーを開始。
9月、三度目の来日。日程は6日：仙台・宮城県スポーツセンター、7日：東京・NHKホール、8日：名古屋・愛知県厚生年金会館、10,11日：大阪・フェスティバルホール、13日：東京・日本武道館。
1982年の全米ツアーのメンフィス・アトランタでの公演を収録した初のライブビデオ「LIVE VENGEANCE82」が発表。
1986年、10thアルバム『ターボ』発表。シンセサイザイズド・ギターを多用したが、ポップな曲調の作品が多く、旧来のファンからは賛否両論だった。
1987年、テキサス州ダラス公演を収録した『プリースト…ライヴ!』を発表。

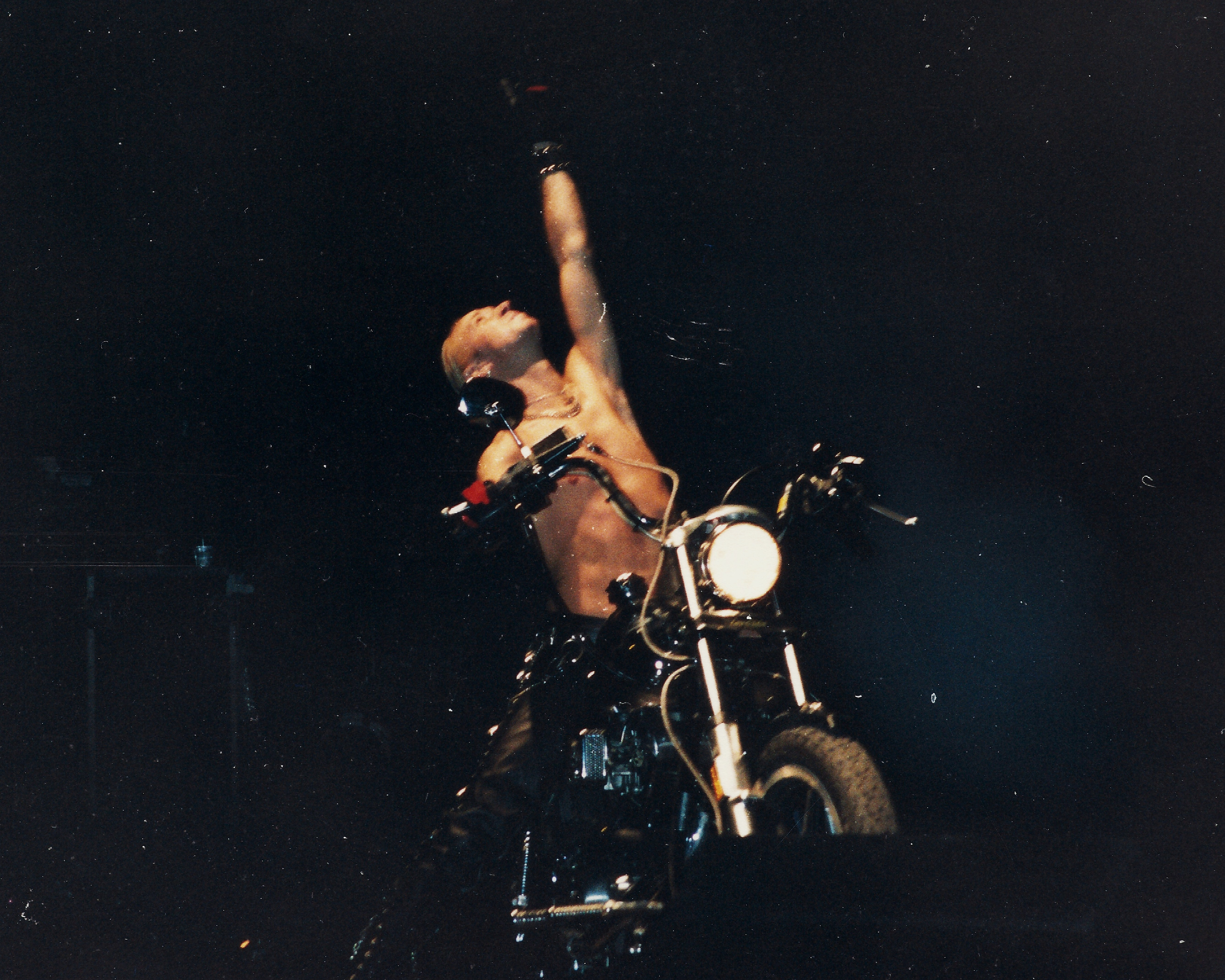
『ラム・イット・ダウン』ツアー (1988年)

1988年、11thアルバム『ラム・イット・ダウン』発表。前作に欠けていたヘヴィさを取り戻した快作であったが、セールスは欧州、米国ともに伸び悩む。後述の裁判なども相俟ってバンドにとっては苦悩の時期であり、ロブは引退を口にすることもあった。

### 裁判、復活、ロブ脱退、バンド存続の危機　（1991年 - 1996年）
1990年、アメリカ・リノに住んでいた少年2人が1985年にショットガンで自殺を図り、1人が即死した事件に関して、少年たちの遺族から「息子が自殺したのはバンドの曲に含まれるサブリミナルメッセージが原因」との荒唐無稽な理由で裁判を起こされるが、最終的にはバンド側の無罪判決となる。
1989年、ホーランドが脱退。元RACER X のスコット・トラヴィス(Ds)が加入、12thアルバム『ペインキラー』発表。年来の「低迷」を吹っ切るかのような、現代的でスラッシーなヘヴィメタル路線へと生まれ変わり、バンドにとって「新生」を画する作品となった。
1993年、2枚組ベスト・アルバム『METAL WORKS』発表。その後ハルフォードが自身のソロ・プロジェクトを巡り、レーベルと契約問題でもめ、バンドを脱退。その後数年間ヴォーカリスト不在の状態が続いた。

### 新ボーカリスト加入（1996年 - 2003年）

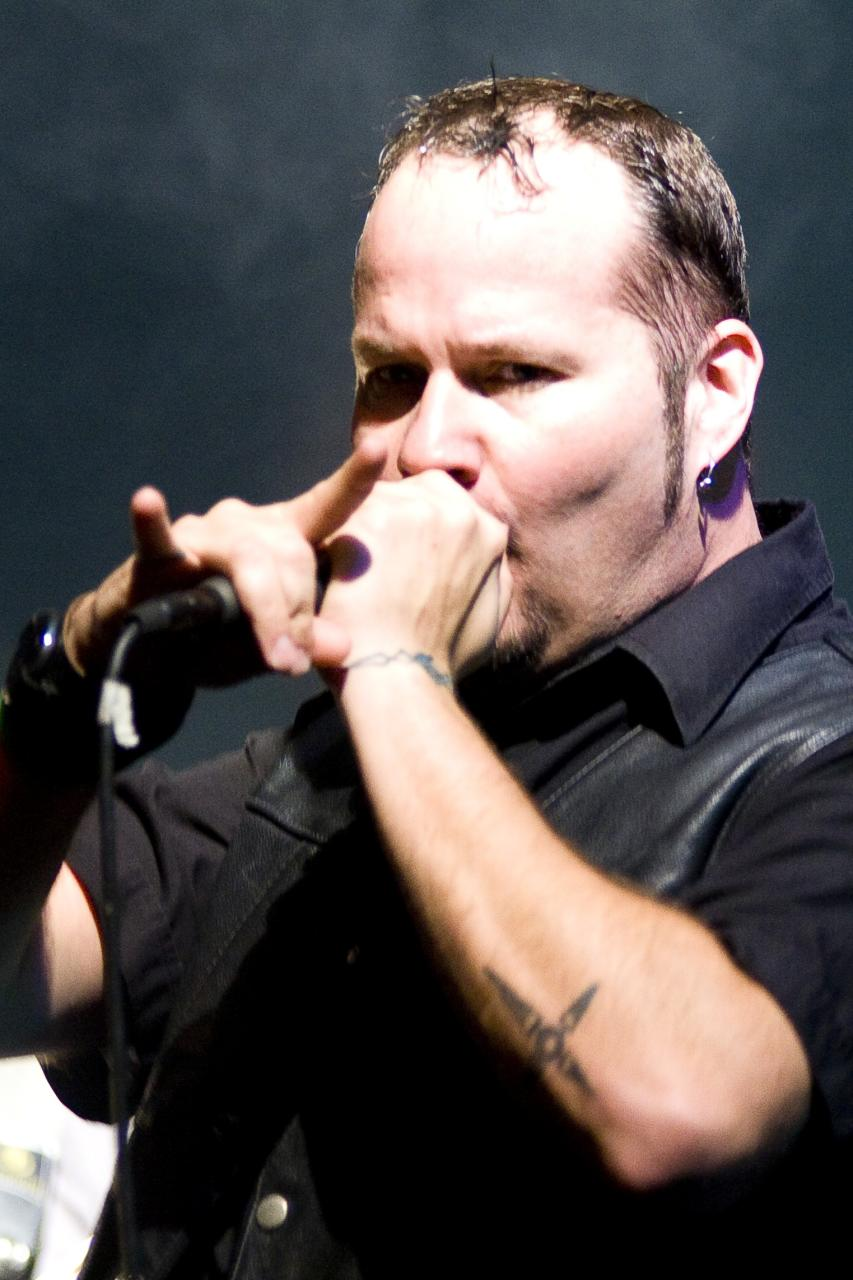
ティム・オーウェンズ(Vo) 2009年

1996年に後任としてティム "リッパー" オーウェンズ(Vo)が加入。ロブの後任オーディションには元ガンマ・レイ、現プライマル・フィアのラルフ・シーパーズ、ロイヤル・ハントのD.C.クーパーも参加した。
1997年、13thアルバム『ジャギュレイター』発表。
2001年、14thアルバム『デモリッション』を発表。

### 復帰からの再出発（2003年 - 2011年）
2003年、ハルフォードが復帰、オーウェンズは脱退。
2005年2月には、ハルフォードやハロウィンを手掛けたロイ・Zのプロデュースで15thアルバム『エンジェル・オブ・レトリビューション』が発表され、アメリカや日本、ドイツを始めとする欧州各国でチャートインするなど健在ぶりを示した。2005年5月には日本武道館を始め全国7箇所に渡る来日公演を行い、その模様を収録したDVD『RISING IN THE EAST』が2005年12月に発売された。
2008年、初の2枚組オリジナルアルバムである16thアルバム『ノストラダムス』を発表。その後、世界ツアーが行われ、9月下旬から名古屋と大阪、横浜、東京で日本公演が行われた。
2009年、『BRITISH STEEL』のリリース30周年を記念した再現ツアーにて来日。神戸と名古屋、幕張メッセで行われるLOUD PARKへの参加の3公演を行なった。
2010年、公式ホームページで、2011年に最後のワールドツアー（2015年に撤回）を行うことが発表された。

### K・K・ダウニングの脱退〜以降（2011年 - 現在）

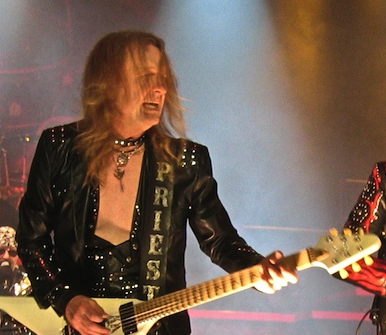
K・K・ダウニング(G) 2009年

2011年4月20日、6月から行われるワールドツアー、『EPITAPH』にダウニングが参加しないことが発表された。これは事実上の脱退であり、最後のツアーを前に、長きにわたって演奏されてきたグレンとのツインリードが過去のものとなった。
2011年5月25日、ダウニングに代わり、後任としてリッチー・フォークナーが加入。アメリカの人気オーディション番組アメリカン・アイドルでお披露目。オランダ公演を行う。
2012年2月、フォークナー擁する新メンバーで初来日。福岡、横浜、神戸、広島、名古屋、東京と公演を行う。
2014年、17thアルバム『贖罪の化身』発表。バンド史上初めて全米チャートTOP10入りした（最高6位）。
2015年にツアー『REDEEMER OF SOULS TOUR』を行うことを発表。日本、ブラジル、オーストラリア等での公演も決定し、ワールドツアーの終了を事実上撤回した。
2018年2月、グレンが10年前よりパーキンソン病を患っている事を公表。2018年発売のアルバム『Firepower』に伴うツアーには参加せず、代役にアンディ・スニープが参加する事を発表した。
2022年5月4日、米Rock & Roll Hall of Fame Foundationが運営するロックの殿堂のミュージカル・エクセレンス賞を受賞。同年11月5日にロサンゼルスで行われた式典では、現メンバーと元メンバーであるダウニング、ビンクスが共演し、「You've Got Another Thing Comin'」など計3曲のライブパフォーマンスを披露した。
2024年3月6日、前作『ファイアパワー』から6年ぶりとなる19作目のスタジオアルバム『インヴィンシブル・シールド』(Invincible Shield)を日本で先行発売。（海外では3月8日に発売。）

## メンバー

### 現ラインナップ
- ロブ・ハルフォード (Rob Halford) - ボーカル (1973年 - 1992年、2003年 - )
- グレン・ティプトン (Glenn Tipton) - ギター (1974年 - ) ※2018年から活動休止中
- イアン・ヒル (Ian Hill) - ベース (1970年 - )
- リッチー・フォークナー (Richie Faulkner) - ギター (2011年 - )
- スコット・トラヴィス (Scott Travis) - ドラムス (1989年 - )

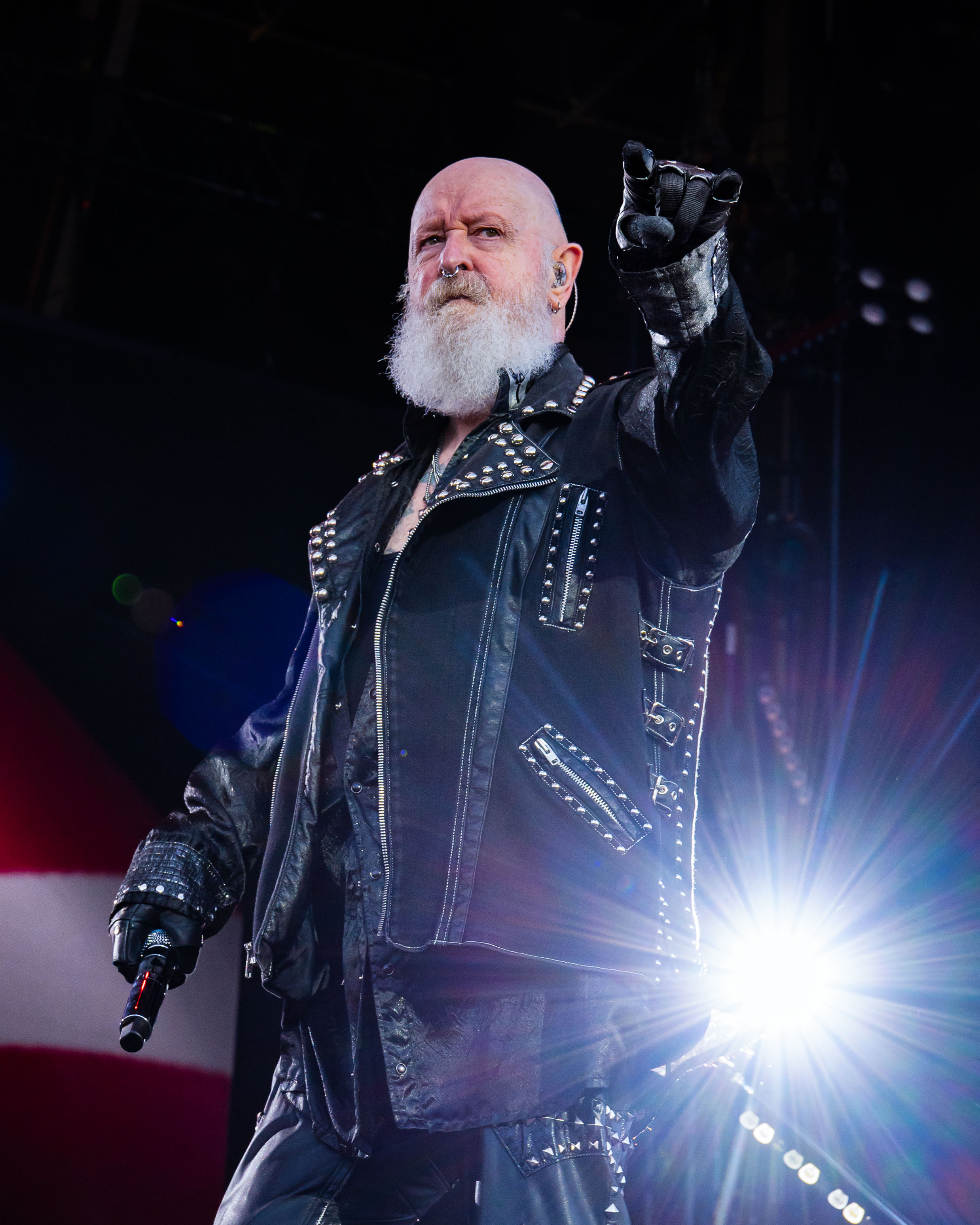
ロブ・ハルフォード (Vo) 2024年
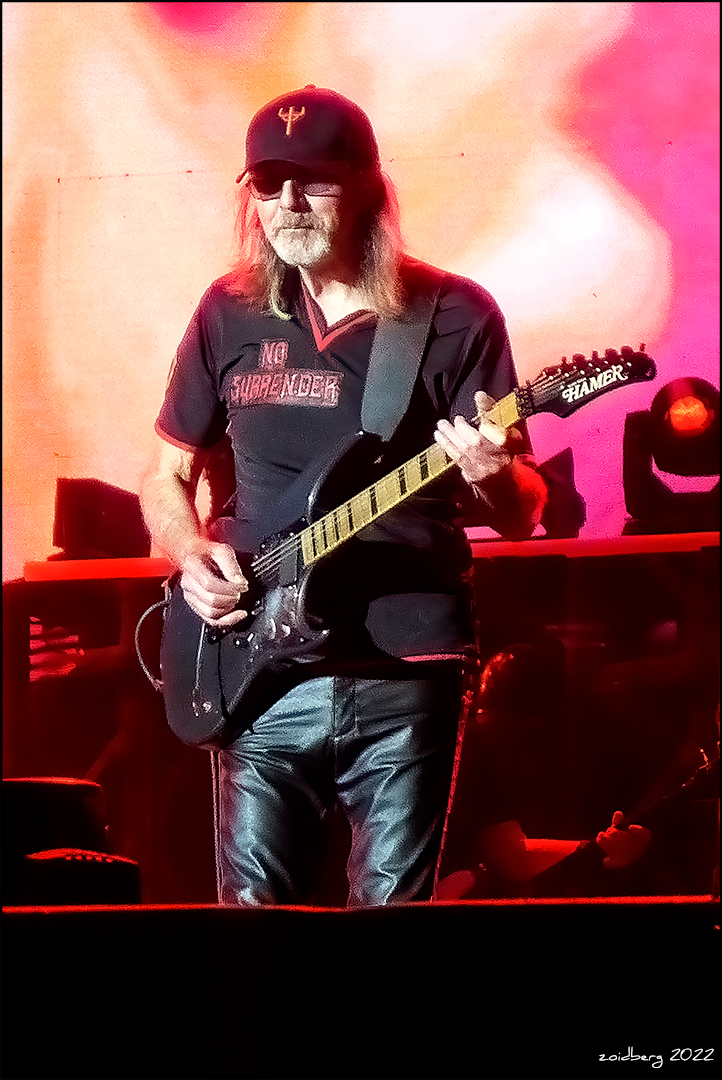
グレン・ティプトン(G) 2022年
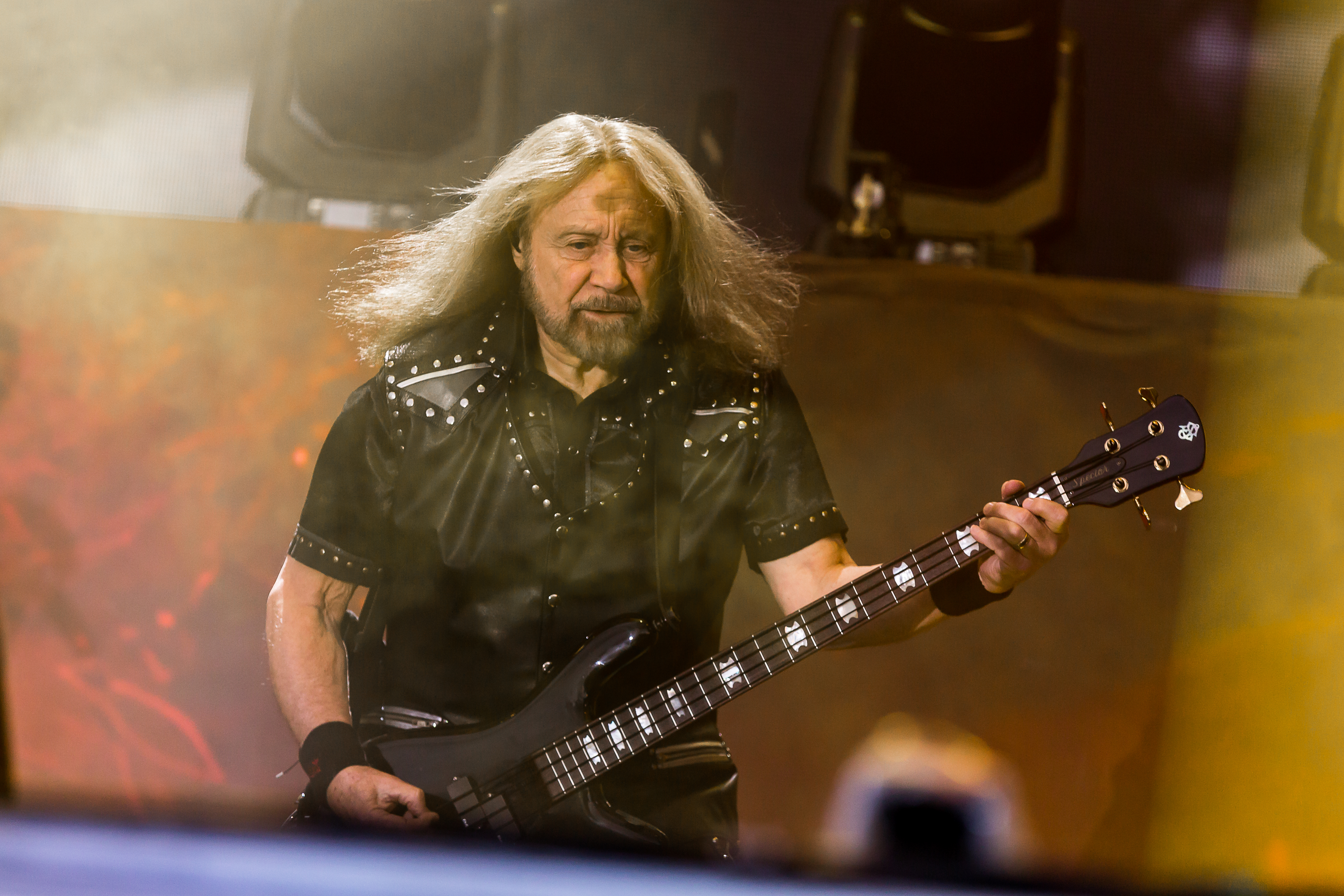
イアン・ヒル(B) 2024年
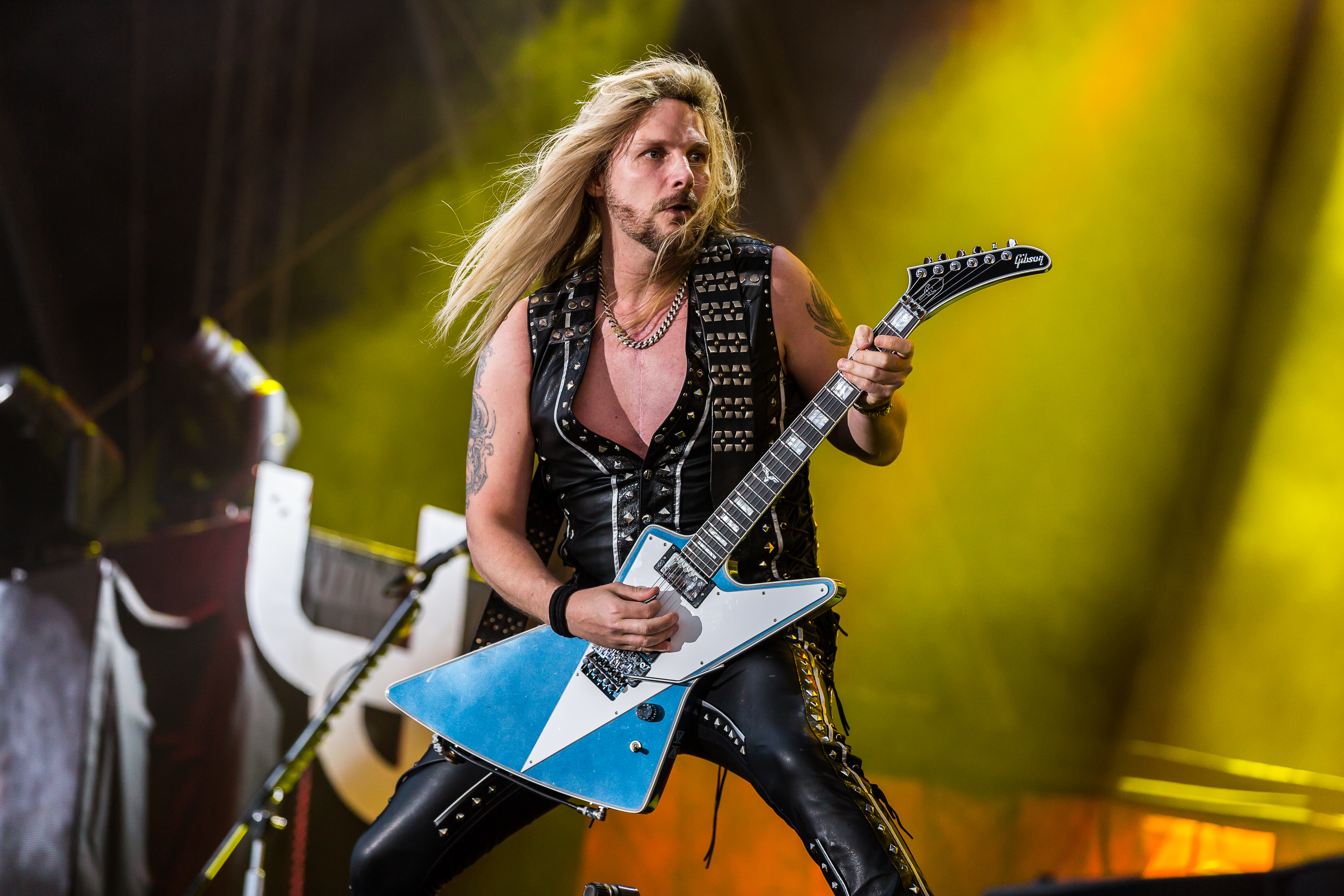
リッチー・フォークナー(G) 2024年
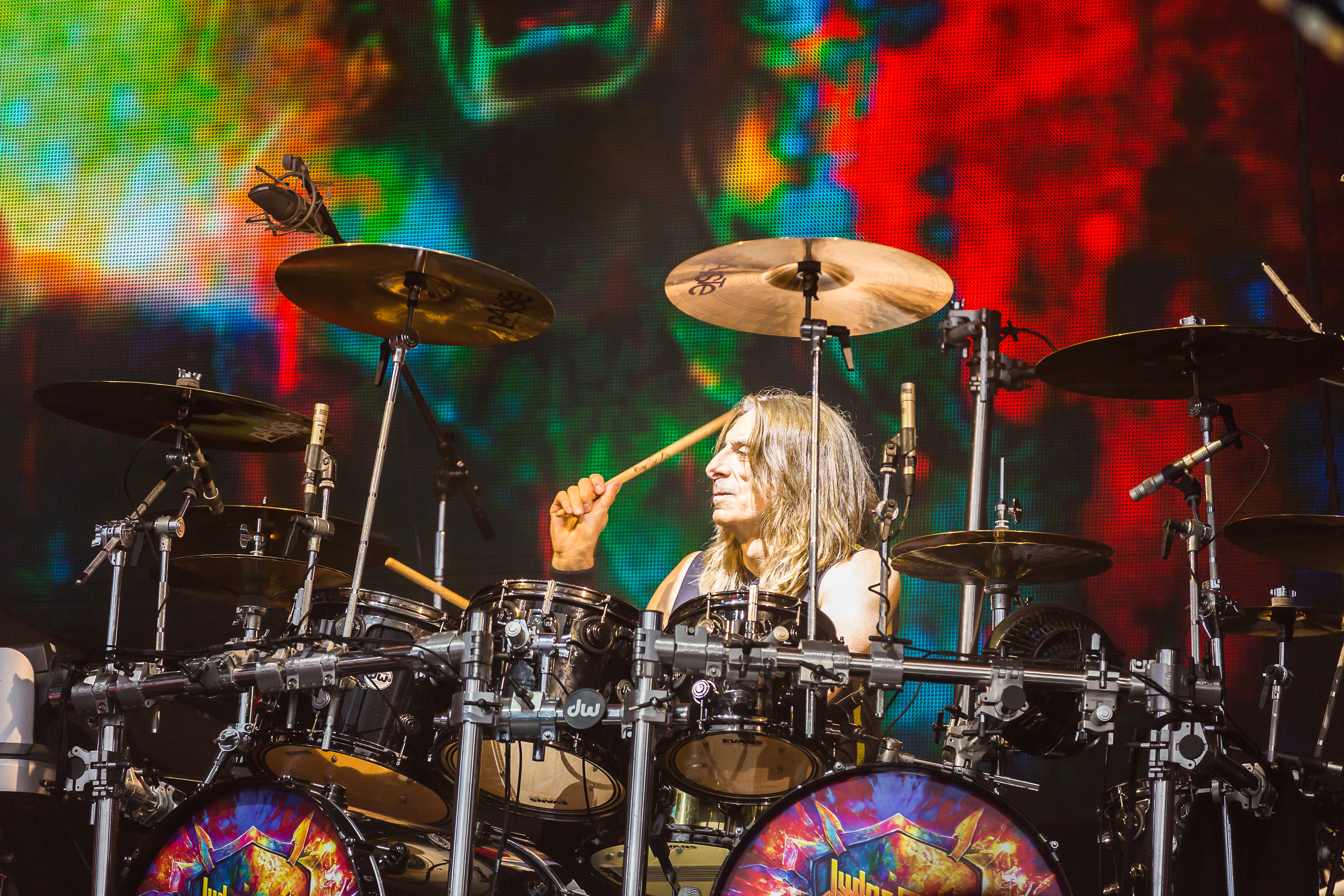
スコット・トラヴィス(Ds) 2024年

サポート
- アンディ・スニープ (Andy Sneap) - ギター (2018年 - ) ※グレン・ティプトンの代役。
- サイモン・フィリップス (Simon Phillips) - ドラムス (1976年 - 1977年) ※アルバム背信の門にセッション参加。

### 旧メンバー
アーリー・ジューダスプリースト メンバー
- アル・アトキンス (Al Atkins) - ボーカル (1969年 - 1973年)
- ジョン・ペリー (John Perry) - ギター (1969年)
- アーニー・チャタウェイ　- ギター　(1969年 - 1970年) (2014年没)
- ブルーノ・ステープンヒル (Bruno Stapenhill) - ベース (1969年 - 1970年)
- ジョン・パートリッジ (John Partidge) - ドラムス (1969年 - 1970年)

バンド名 継承後
- K・K・ダウニング (K.K.Downing) - ギター (1970年 - 2011年)
- ジョン・エリス (John Ellis) - ドラムス (1970年 - 1971年)
- アラン・ムーア (Alan Moore) - ドラムス (1971年、1975年 - 1977年)
- クリス・キャンベル (Chris "Congo" Campbell) - ドラムス (1971年 - 1973年)
- ジョン・ヒンチ (John Hinch) - ドラムス (1973年 - 1975年)  (2021年4月没)
- レス・ビンクス (Les Binks) - ドラムス (1977年 - 1979年)  (2025年4月没)
- デイヴ・ホーランド (Dave Holland) - ドラムス (1979年 - 1989年)  (2018年1月没)
- ティム "リッパー" オーウェンズ (Tim "Ripper" Owens) - ボーカル (1996年 - 2003年)

## 音楽的特徴

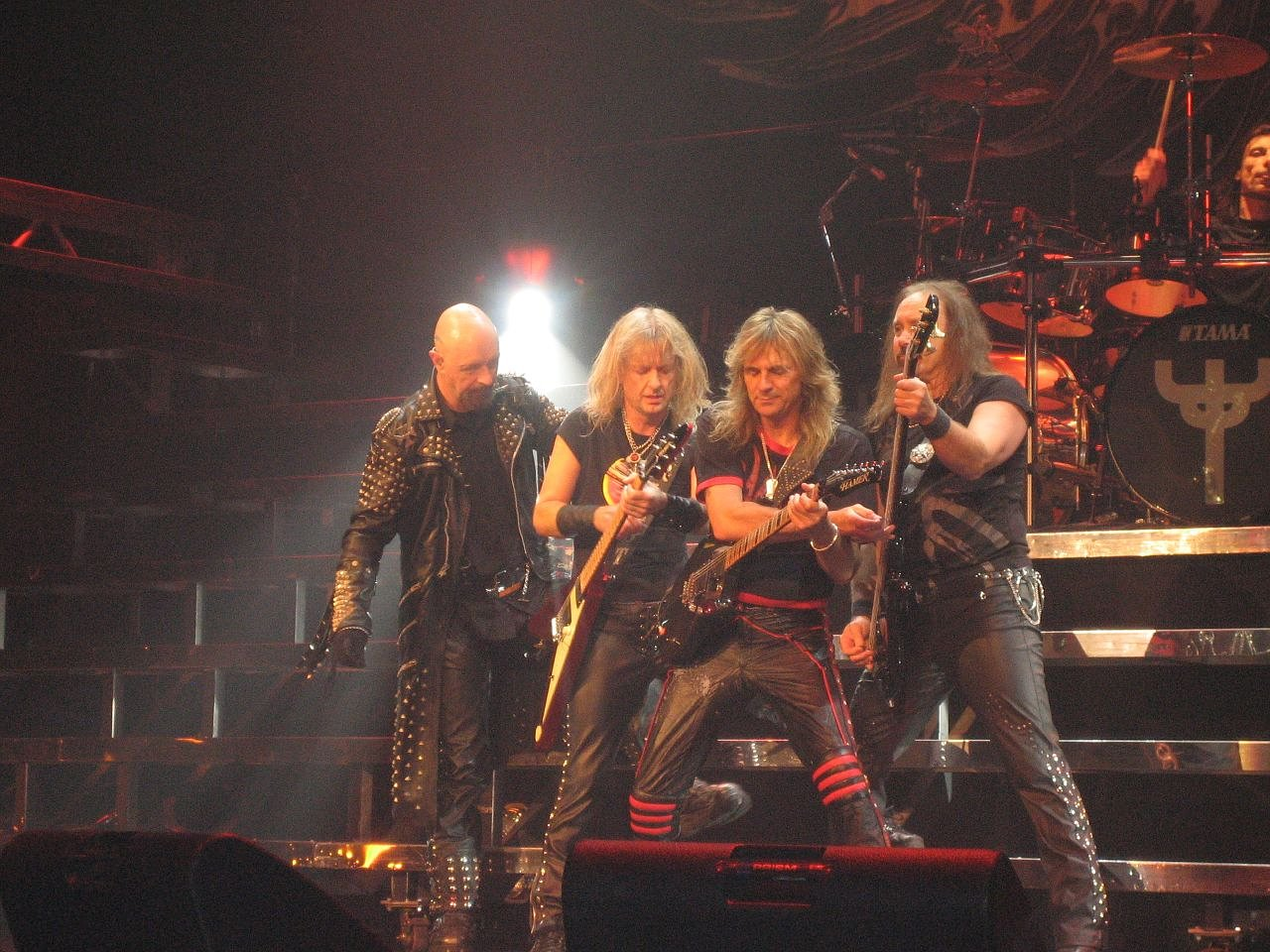
USAツアー (2005年)

ヴォーカルのロブ・ハルフォードの広い音域を生かした歌唱（特にシャウト）と グレン・ティプトンとK. K. ダウニングのツインリードギターが特徴。初期の頃は（ブリティッシュ系）ハードロックとして抒情的なアプローチを旨としたが、70年代末よりそうした湿り気を捨て硬質かつ純化されたヘヴィメタルというアプローチを主流としていく。1980年の『ブリティッシュ・スティール』において硬く乾いたリフと「泣き」を刈り込んだ攻撃的なギターソロという「メタル・ゴッド」としてのアイデンティティを確立、80年代の終りまで大きな存在感を放った。
また80年代における音数の極端な簡素化やギターシンセサイザーの導入、またリッパー・オーウェンズ在籍時のモダンなメタルへの接近、2枚組コンセプトアルバムの『ノストラダムス』など、大御所らしからぬ音楽性の模索の激しさ、いわゆる「問題作」の多さに定評がある。しかしメンバーはそれらの路線の失敗から常に同じ音楽しか求められていないという苦悩を抱えており、それがロブやK.K.の脱退にも繋がっている。
後続のNWOBHM勢、プライマル・フィアのような正統派、スレイヤーやアンスラックスなどのスラッシュ勢、日本のバンドでは、陰陽座などにも絶大な影響を与えた。

## パフォーマンス

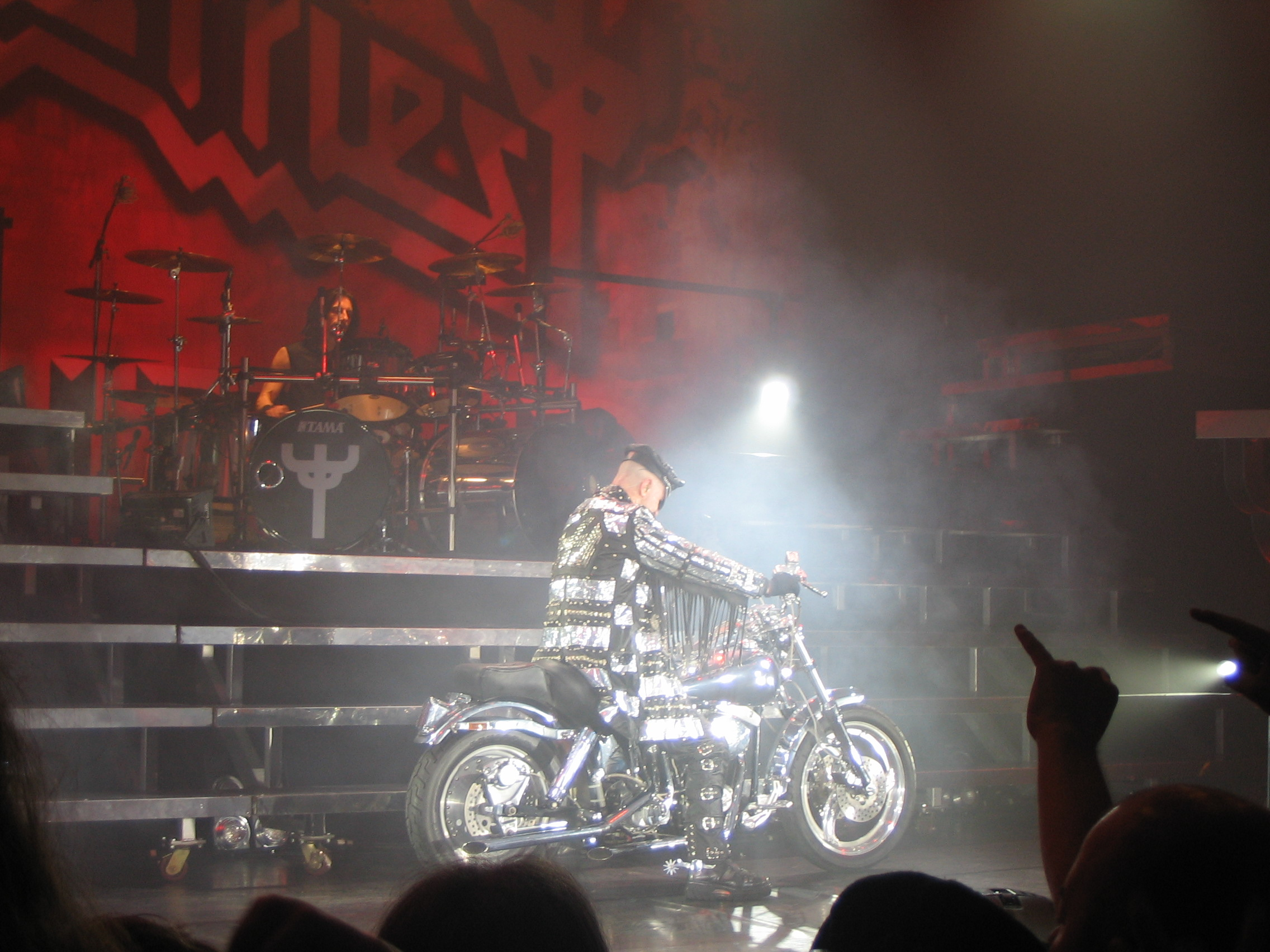
バイク・パフォーマンス (2005年3月)

1970年代中期には袖や裾がヒラヒラした衣装や、カウボーイハットを着用したりしてステージに上がっていた彼らだが、1979年の『Killing Machine』（国によっては『Hell Bent For Leather』という名で発表された）を境に、レザー＆スタッドを基調とした男らしいファッションに転向した。
ステージではギターとベースの3人がフォーメーションを組み、リズムに合わせて上半身ごと楽器を振り回したり、またアンコールではロブがハーレーダビッドソンのバイクに跨って登場するなど、独特のパフォーマンスを繰り広げ、やがてそれは一つの様式美とされるようになった。
このようなプリーストのファッションやパフォーマンスは多くのバンドに影響を与え、特にレザーファッションはヘヴィメタルという音楽そのものの象徴となった。これらの衣装は、アメリカ・ツアー中にSMショップで売られているのを見て着想を得たという。

## プロモーションビデオ
アメリカでの成功を目論み、1980年代初頭からミュージック・ビデオを多数製作するが、どこか可笑しな「怪作」が多い。
- 「Breaking the Law」
メンバー達が銀行強盗となり、金庫から元々自分達の所有物であるはずのゴールド・ディスクを盗み出し逃走する。警備員はなぜか追いかけたり警察に通報したりせず、ベニヤ板で作られたギターを手に踊り狂う。他にも、演奏の音圧でメガネが割れる、ロブのハイトーンシャウトで監視カメラが爆発するなど、奇妙な演出が多い。
- 「Heading Out to the Highway」
チープな背景絵が描かれた書き割りをバックにメンバー達が演奏している。後半、ロブが車道で謎のダンスを踊り続ける。
- 「Don't Go」
チープな合成画像を背景に、メンバーがそれぞれドアを開け外に出ると、色々と不条理な世界に迷い込んでしまうという極めてシュールな映像。一応楽曲の「行くな、俺を置いて行くな」というコンセプトには合致しているものの、演出がシュール過ぎて大半のファンには意味が伝わらなかった。
- 「Hot Rockin」
前半はメンバー達が上半身裸でウェイトトレーニングやサウナを楽しんでいる光景、後半はスタジオライヴだが、ロブのマイクや靴、ギターのネックなどに火が付く。これは実際に燃やしており、ロブによれば撮影終了直後に慌てて靴を脱いだとのこと。
- 「Freewheel Burning」
少年が「ポールポジション」をプレイ中、非常に不自然な合成（自機マシンのドライバーの位置にいるのに、何故かプレイヤーの方向を向いている）によってロブが画面に登場。中盤ではゲームセンターの客達が何かに憑り付かれたかのようにゲームをしながら激しくヘッドバンギングをし暴れる（しかし、そのような状態ながらもまともにプレイしている）。ゲームは、曲が終わると同時にゲームオーバーとなり、プレイしていた少年は何故か気を失ってしまう。
- 「Locked in」、「Turbo Lover」
この2曲は連作になっている。「Locked in」では、骸骨のような怪物が率いるアマゾネス達のアジトに、ロブを除く4人のメンバー達が潜入、脈絡無く逆さ吊りにされたロブを救出する（さらに救出の際、意識が朦朧としたロブをKKが往復ビンタ）。「Turbo Lover」では、メンバーが怪物の追っ手からバイク（サイドカー含む）で逃走する。何の目的でロブを拉致したかなどの設定は一切明らかにされない。怪物は人形アニメーションで撮影されているが、そのボディは、ポールキャストの骨格がむきだしでかなりチープ。

これらのミュージック・ビデオは、映像作品集「FUEL FOR LIFE」に収録されている（国内盤は廃盤。DVD「Electric Eye」で本項で述べたPVは全て収録され視聴可能）。全てのPVがこのような可笑しなものではなく、「You've Got Another Thing Comin'」や「Painkiller」は終始シリアスで、特に「Painkiller」や「Burn in Hell」は過激でシビアな雰囲気が漂っている。

## ディスコグラフィ

### スタジオ・アルバム
- 『ロッカ・ローラ』 - Rocka Rolla（1974年）
- 『運命の翼』 - Sad Wings of Destiny（1976年）
- 『背信の門』 - Sin After Sin（1977年）※UK23位、USゴールド
- 『ステンド・クラス』 - Stained Class（1978年）※UK27位、US173位ゴールド
- 『殺人機械』 - Killing Machine（1978年）※UK32位、US128位ゴールド
- 『ブリティッシュ・スティール』 - British Steel（1980年）※UK4位シルバー、US34位プラチナム
- 『黄金のスペクトル』 - Point of Entry（1981年）※UK14位シルバー、US39位ゴールド
- 『復讐の叫び』 - Screaming for Vengeance（1982年）※UK11位、US17位2×プラチナム
- 『背徳の掟』 - Defenders of the Faith（1984年）※UK19位、US18位プラチナム
- 『ターボ』 - Turbo（1986年）※UK33位、US17位プラチナム
- 『ラム・イット・ダウン』 - Ram It Down（1988年）※UK24位、US31位ゴールド
- 『ペインキラー』 - Painkiller（1990年）※UK24位、US26位ゴールド
- 『ジャギュレイター』 - Jugulator（1997年）※UK47位、US82位
- 『デモリッション』 - Demolition（2001年）※US165位
- 『エンジェル・オブ・レトリビューション』 - Angel of Retribution（2005年）※UK39位、US13位
- 『ノストラダムス』 - Nostradamus（2008年）※UK30位、US11位
- 『贖罪の化身』 - Redeemer of Souls（2014年）※UK12位、US6位
- 『ファイアーパワー』 - Firepower（2018年）※UK5位、US5位
- 『インヴィンシブル・シールド』 - Invincible Shield (2024年)※UK2位、US18位

### ライブ・アルバム
- 『イン・ジ・イースト』 - Unleashed In the East（1979年）
- 『プリースト…ライヴ!』 - Priest...Live!（1987年）
- 『'98ライヴ - メルトダウン』 - Live Meltdown（1998年）
- 『ライヴ・イン・ロンドン』 - Live In London（2003年）
- 『ア・タッチ・オブ・イーヴル』 - A Touch of Evil: Live（2009年）

### コンピレーション・アルバム
- 『ヒーロー、ヒーロー』- Hero, Hero（1981年）
- 『メタル・ワークス'73-'93』 - Metal Works '73-'93（1993年）
- 『リヴィング・アフターミッドナイト ~ザ・ベスト・オブ・ザ・メタル・ゴッド』（1998年1月21日）
- 『エッセンシャル・ジューダス・プリースト』 - The Essential Judas Priest（2006年）
- 『リフレクションズ～ヘヴィ・メタル50年の軌跡』- Reflections: 50 Heavy Metal Years of Music（2021年）- 同名のボックスセットから収録曲を抜粋したハイライト盤。

### ボックスセット
- 『メタロジー』 - Metalogy（2004年）
- 『シングル・カッツ』- Single Cuts（2011年）
- Reflections: 50 Heavy Metal Years of Music（2021年）- 『ロッカ・ローラ』（1974年）から『FIREPOWER』（2018年）までの間に発売されたスタジオ・アルバムやライブ・アルバムの新規リマスター版（リマスターはアビイ・ロード・スタジオのアレックス・ワートンが担当）とトム・アロムによってリストアされた未発表ライブ音源やデモ音源（全138トラック）をCD42枚に収録した限定ボックスセット[14]。

## 来日公演

### 単独公演・ツアー
- STAINED CLASS TOUR（1978年）[15]
  - 7月25日 東京 中野サンプラザ
  - 7月29日 東京 芝郵便貯金ホール
  - 7月31日 東京 東京厚生年金会館
  - 8月03日 名古屋 名古屋市公会堂
  - 8月05日 大阪 フェスティバルホール
- HELL BENT FOR LEATHER TOUR（1979年）[15]
  - 2月09日・10日 東京 東京厚生年金会館
  - 2月14日 大阪 フェスティバルホール
  - 2月15日 東京 中野サンプラザ
- METAL CONQUEROR TOUR（1984年）[16]
  - 9月06日 仙台 宮城県スポーツセンター
  - 9月07日 東京 NHKホール
  - 9月08日 名古屋 愛知厚生年金会館
  - 9月10日・11日 大阪 フェスティバルホール
  - 9月13日 東京 日本武道館
- FUEL FOR LIFE TOUR（1986年）[17]
  - 12月03日 横浜 横浜文化体育館
  - 12月04日 東京 日本武道館
  - 12月06日 名古屋 名古屋市公会堂
  - 12月08日 大阪 フェスティバルホール
  - 12月11日 福岡 サンパレスホール
- PAINKILLER TOUR（1991年）[15]
  - 4月12日 大阪 フェスティバルホール
  - 4月13日 横浜 神奈川県民ホール
  - 4月14日 東京 NHKホール
  - 4月15日 東京 代々木オリンピックプール
- Jugulator World Tour（1998年）
  - 5月13日・14日 東京 渋谷公会堂
  - 5月16日 名古屋 ダイアモンドホール
  - 5月17日 福岡 スカラエスバシオ
  - 5月18日 大阪 大阪厚生年金会館
- DEMOLITION TOUR（2001年）[18]
  - 12月10日・11日 東京 中野サンプラザ
  - 12月12日 大阪 大阪厚生年金会館
  - 12月14日 名古屋 ダイアモンドホール
  - 12月15日 福岡 Zepp福岡
- Angel of Retribution TOUR 2005（2005年）[19]
  - 5月0 8日 横浜 パシフィコ横浜
  - 5月10日 名古屋 名古屋市民会館
  - 5月11日 金沢 石川厚生年金会館
  - 5月13日 広島 広島郵便貯金ホール
  - 5月14日 福岡 Zepp福岡
  - 5月16日 大阪 大阪城ホール
  - 5月18日 東京 日本武道館
- NOSTRADAMUS World Tour（2008年）[20]
  - 09月24日 名古屋 名古屋市公会堂
  - 09月25日・26日 大阪 フェスティバルホール
  - 09月28日 横浜 パシフィコ横浜
  - 09月29日 東京 日本武道館
  - 10月01日 東京 国際フォーラム ホールA（追加公演）
- British Steel 30th Anniversary Tour（2009年）[注 1][21]
  - 10月14日 神戸 神戸国際会館 こくさいホール
  - 10月15日 名古屋 愛知県芸術劇場 大ホール
- Epitaph Tour 2012（2012年）[22]
  - 2月07日 福岡 サンパレスホール
  - 2月09日 横浜 パシフィコ横浜 国立大ホール
  - 2月11日 神戸 神戸国際会館 こくさいホール
  - 2月13日 広島 ALSOK HALL
  - 2月14日 名古屋 愛知芸術劇場
  - 2月16日 東京 Zepp東京（追加公演）
  - 2月17日 東京 日本武道館
- Redeemer Of Souls Tour 2015（2015年）[23]
  - 3月07日 大阪 オリックス劇場
  - 3月09日 名古屋 名古屋市公会堂
  - 3月11日 東京 日本武道館
  - 3月13日 札幌 Zepp札幌
- FIRE POWER TOUR 2018（2018年）[24]
  - 11月21日 札幌 Zepp札幌
  - 11月23日 多治見 バロー文化ホール
  - 11月25日 岡山 岡山市民会館
  - 11月26日 大阪 グランキューブ大阪
  - 11月28日 東京 TOKYO DOME CITY HALL（追加公演）[注 2][25]
  - 11月29日 調布 武蔵野の森総合スポーツプラザ メインアリーナ
- INVINCIBLE SHIELD JAPAN TOUR 2024（2024年）[26][27][28]
  - 12月05日 名古屋 愛知県芸術劇場 大ホール
  - 12月06日 尼崎 あましんアルカイックホール
  - 12月09日 岡山 岡山芸術創造劇場 ハレノワ大劇場
  - 12月10日 横浜 KT Zepp横浜（追加公演）
  - 12月12日 横浜 ぴあアリーナMM
  - 12月13日 東京 EXシアター六本木（再追加公演）

### フェス
- LOUD PARK 09（2009年）[29]
  - 10月17日 千葉 幕張メッセ国際展示場9-10-11[30]
- ダウンロード・フェスティバル・ジャパン（2019年）[注 3][31]
  - 3月21日 千葉 幕張メッセ国際展示場9-10-11